# Warnersblokken

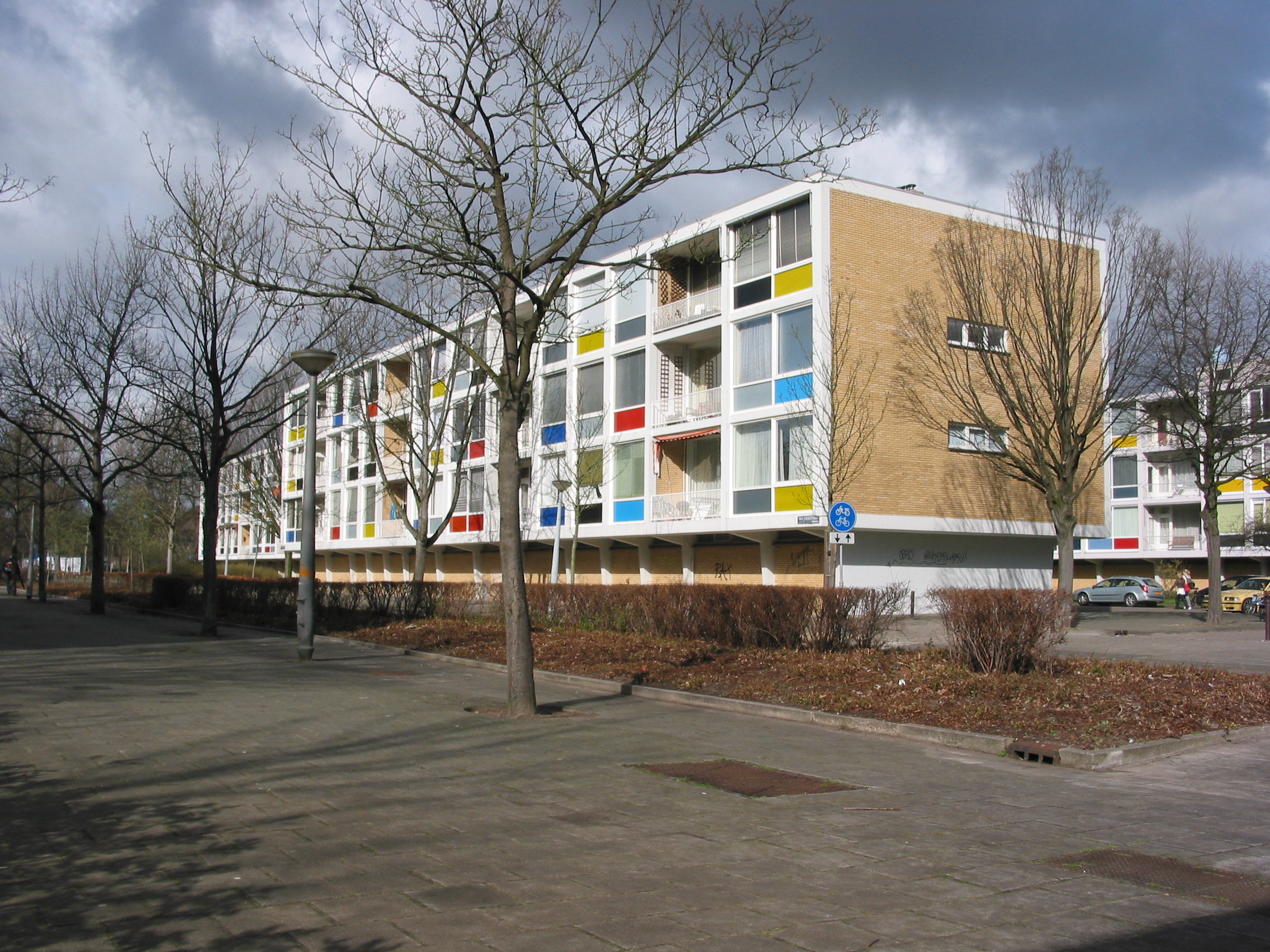
Warnersblokken, 2008

Die Warnersblokken (deutsch Warnersblöcke) sind vier im Jahr 1957 errichtete Wohnblöcke im Stadtviertel Prinses Irenebuurt im Amsterdamer Stadtbezirk Zuid. Die viergeschossigen, nach deren Architekt A. Warners (1914–1981) benannten Wohnhäuser wurden im Rahmen des Stadterweiterungsplanes Zuider Amstelkanaal I erbaut. Sie gelten als wegweisend in der Entwicklung der niederländischen Nachkriegsarchitektur. 2007 nahm man das Gebäudeensemble in die Top 100 der niederländischen Denkmäler 1940–1958 auf, seit 2010 ist es Rijksmonument.
Die vier identisch aufgebauten Häuserblöcke wurden in Systembauweise gefertigt. Die vier Obergeschosse, in denen sich die Wohnungen befinden, ruhen jeweils auf einem Unterbau, dessen Stützen aus Stahlbeton im Stil der von Le Corbusier entwickelten Pilotis sichtbar sind. Hinter der ansonsten aus gelben Backsteinen errichteten Fassade des Erdgeschosses befinden sich Speicher und Garagen. Auch die Gestaltung der Obergeschosse mit farbigen Platten nach einem Schema des Künstlers Joseph Ongenae erinnert an das Werk Corbusiers.